# Atholus pullatus
Atholus pullatus är en skalbaggsart som först beskrevs av Wilhelm Ferdinand Erichson 1834.  Atholus pullatus ingår i släktet Atholus och familjen stumpbaggar. Inga underarter finns listade i Catalogue of Life.